# Železniško postajališče Šmarje - Sap
Železniško postajališče Šmarje - Sap je eno izmed železniških postajališč v Sloveniji, ki oskrbuje bližnje naselje Šmarje - Sap. Stoji na Ljubljanski cesti 63.